# Awaphora
Awaphora is een geslacht van halfvleugeligen uit de familie Aphrophoridae. De wetenschappelijke naam van dit geslacht is voor het eerst geldig gepubliceerd in 1940 door Matsumura.

## Soorten
Het geslacht Awaphora  is monotypisch en omvat slechts de volgende soort:
- Awaphora kikuchii Matsumura, 1940